# Gun (Japan)

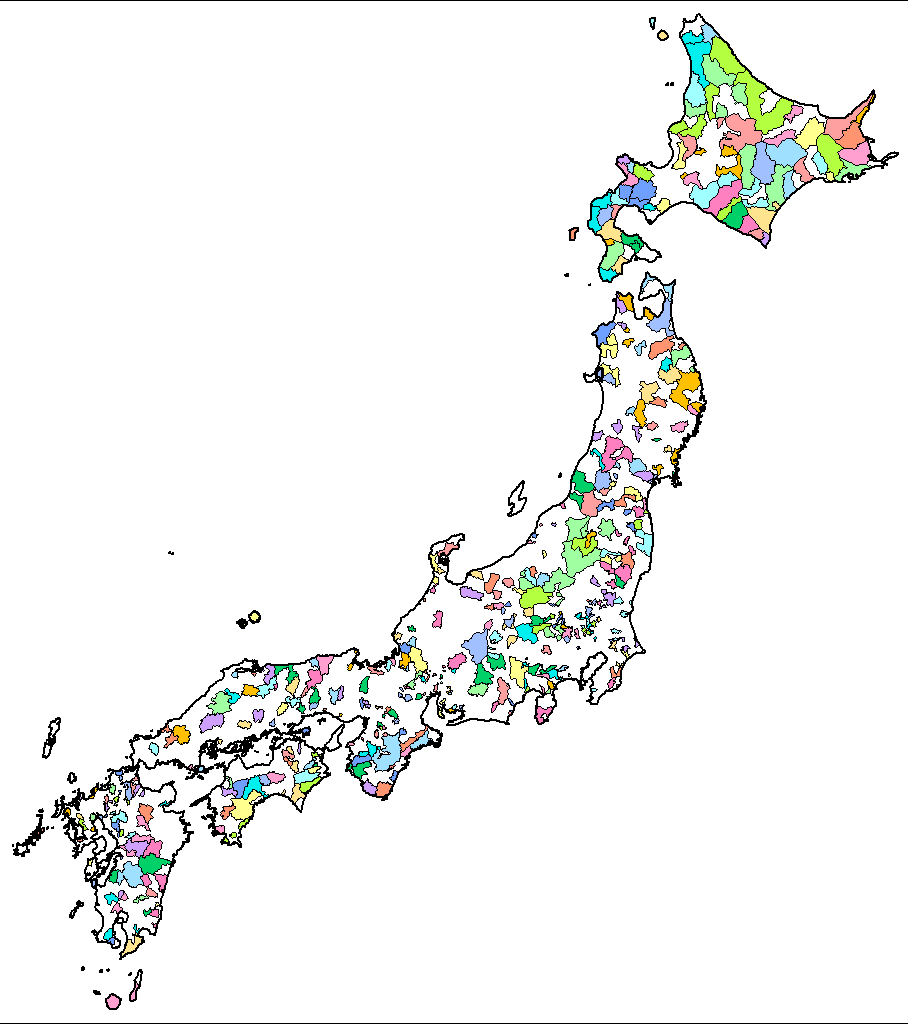
gun in Japan (Stand: 2007). Der Rest sind shi und die Sonderbezirke und Unterpräfekturen Tokios.

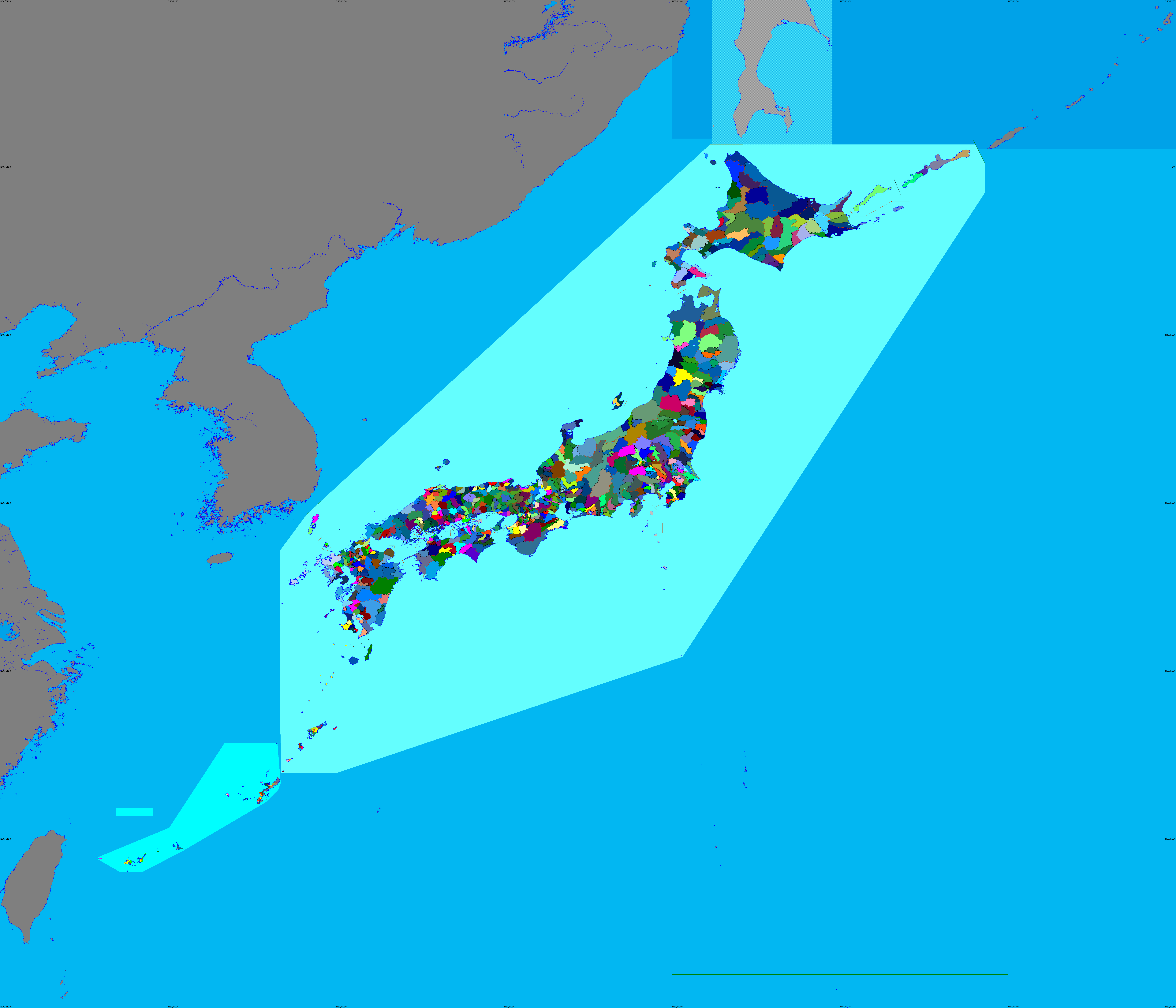
Kreise in Japan (Stand: Meiji-Restauration), bereits inkl. Ryūkyū/Okinawa und Ezochi/Hokkaidō

Ein Kreis oder Landkreis (jap. 郡 gun, historisch auch kōri; engl. district oder seltener county) war eine lokale Verwaltungseinheit in Japan. Als solche wurde sie seit dem Altertum und von 1878 bis 1921 als Verwaltungsebene zwischen Präfekturen und kreisangehörigen Stadt- (Machi) und Landgemeinden (Mura) verwendet, nachdem sie, ohne formale Abschaffung, durch feudale Hierarchien verdrängt worden war. 1942 wurde sie durch Erlass des damaligen Innenministeriums in fast allen Präfekturen (außer Hokkaidō) in Form sogenannter Regionalbüros (chihō jimusho) ein letztes Mal de facto reaktiviert und 1947 endgültig abgeschafft. Sie entspricht in etwa dem County in den USA oder dem Landkreis in Deutschland.

## Altertum
Die Landkreise wurden ursprünglich kōri genannt und hatten als solche in Japan alte Ursprünge. Obwohl das Nihonshoki behauptet, sie seien während der Taika-Reformen aufgestellt worden, wurde kōri ursprünglich als 評 geschrieben. Erst mit dem Taihō-Kodex kam kōri in der Form 郡 in Gebrauch, das in China Kommandanturen (jùn) bezeichnete. Unter dem Taihō-Kodex war die Hierarchie der Verwaltungseinheiten: Provinz (国, kuni), Landkreis kōri und darunter das Dorf (里 oder 郷, sato).
Etymologisch sind die gesprochenen Worte gun und kuni miteinander verwandt bzw. wurden zu verschiedenen Zeiten aus unterschiedlichen Sprachstufen des Chinesischen – Mittelchinesisch und Altchinesisch – ins Japanische übernommen. Kōri (im Altjapanischen kopori gesprochen) ist ebenfalls ein Lehnwort, hier aus dem Baekje-Koreanischen.
Provinzen und Kreise waren als Verwaltungseinheiten ab dem Mittelalter zwar zunehmend bedeutungslos, wurden als – im Gegensatz zur politischen Feudal-/Präfekturgliederung abgesehen von einzelnen Anpassungen weitgehend statische und territorial kompakte – primäre geographische Einteilung des Landes aber durchgehend bis ins späte 19./frühe 20. Jahrhundert genutzt, wobei die Kreise 1878 auch formal als Verwaltungseinheiten zur Unterteilung der Präfekturen vorübergehend wiederbelebt wurden.
| Zeitpunkt/-raum                     | Zahl der Kreise/郡/kōri/-gun  | Quelle/Gesetz                                                                                             |
| ----------------------------------- | ----------------------------- | --- |
| 721–731                             | 555                           | 律書残篇 Risshō zanpen                                                                                    |
| Enchō 5 (927/28)jul. & greg.        | 590                           | Engishiki                                                                                                 |
| Tenbun 17 (1548/49)                 | 604                           | 拾芥抄 Shōgaishō, Manuskript Bibliothek Tenri                                                             |
| späte Muromachi-Zeit/ Mitte 16. Jh. | 623                           | 南瞻部洲大日本国正統図 Nansenbushū dai-Nihon-koku shōtō/seitō-zu                                          |
| Meiwa 1 (1764/65)                   | 631                           | 郡名考 Gunmeikō (inkl. ganz Tōhoku)                                                                       |
| Tenpō 5 (1834/35)                   | 631                           | 天保郷帳 Tenpō gōchō                                                                                      |
| Meiji 5 (1872)                      | 631 (ohne Hokkaidō & Ryūkyū)  | 日本地誌提要 Nihon chishi teiyō                                                                           |
| 1879/Meiji 12                       | 713 (ohne Hokkaidō & Okinawa) | gun/ku/chō/son-Organisationsgesetz (郡区町村編制法 gunkuchōson-hensei-hō) von 1878                        |
| 1900/Meiji 33                       | 629 (mit Hokkaidō & Okinawa)  | Nach landesweiter Neuordnung der Landkreise im Zuge der Umsetzung der Kreisordnung (郡制 gunsei) von 1890 |

## Moderne

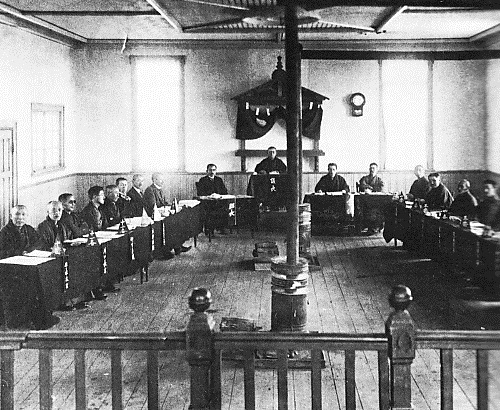
Der Kreistag von Kawabe (Akita) 1923

Während der Modernisierung der Verwaltung in der Meiji-Zeit nach westlichen Vorbildern wurden die Landkreise 1878 und 1890 am Vorbild preußischer Kreise (engl. districts, dt. „Bezirk“ oder „Distrikt“) orientiert neu organisiert und erhielten vom Innenministerium bestellte Kreisvorsteher/Landräte (郡長 gunchō) und indirekt gewählte Kreistage (gunkai). Um die lokale Selbstverwaltung der Gemeinden mit ihren gewählten Institutionen zu stärken, wurde 1921 unter dem Kabinett Hara die Abschaffung der Landkreise beschlossen – die Auflösung der Kreistage und -verwaltungen folgte einige Jahre später. Der Parteipolitiker Hara hatte schon in den 1900er Jahren auf die Abschaffung gedrängt: Während die vom Innenministerium ernannten Kreisvorsteher den Anhängern des Parteiengegners Yamagata Aritomo nahestanden, waren die Gemeindeinstitutionen eine Hochburg der bürgerlichen Parteien.
Als geographische und statistische Einheit haben die Gun ihre formale Abschaffung überdauert. Sie werden noch heute im japanischen Adressensystem verwendet, um die Lage von Städten und Dörfern zu kennzeichnen. Auch die Wahlkreiseinteilung für Präfekturparlamente folgt vielerorts bis heute den Landkreisgrenzen. Dabei werden die Kreise auch heute in ihrer Zusammensetzung fortgeschrieben: Wird eine [historisch kreisangehörige] Stadt oder Dorfgemeinde Teil einer bzw. selbst zur -shi (kreisfreie Stadt), wird sie nicht mehr dem Kreis zugerechnet. Durch die großen Gebietsreformen seit dem Zweiten Weltkrieg, bei denen sich die Zahl der -shi bis zum frühen 21. Jahrhundert fast vervierfachte, sind auf diese Weise viele Kreise ganz von der Landkarte verschwunden oder auf einzelne Gemeinden reduziert worden.

## Gleichnamige Landkreise in Hokkaidō
In jeder der Provinzen Japans wurde jeder Name für einen Gun nur je einmal vergeben. Da die Präfekturen im Wesentlichen den Grenzen der alten Provinzen folgen, gibt es auch heute pro Präfektur jeden Namen für ein Gun nur einmal.
Anders ist die Situation jedoch in der Hokkaidō, die zunächst im 19. Jahrhundert in einer modernen Ergänzung zum antiken 5-ki-7-dō-System (5 hauptstadtnahe Provinzen & 7 äußere Reichskreise mit ihren Provinzen) als achte -dō mit elf Provinzen eingerichtet wurde, später aber als Präfektur gleichwertig mit -ken und -fu betrachtet wurde:
Hier gibt es drei Landkreise namens Kamikawa und zwei namens Nakagawa:
- Kamikawa-gun (früher: Provinz Ishikari, heute: Unterpräfektur Kamikawa), Kamikawa-gun (früher: Provinz Teshio, heute: Unterpräfektur Kamikawa),  Kamikawa-gun (früher: Provinz Tokachi, heute: Unterpräfektur Tokachi)
- Nakagawa-gun (früher: Provinz Teshio, heute: Unterpräfektur Kamikawa), Nakagawa-gun (früher: Provinz Tokachi, heute: Unterpräfektur Tokachi)

Es gibt weiterhin vier Landkreise, die zu zwei Unterpräfekturen gehören:
- Abuta-gun zu den Unterpräfekturen Iburi und Shiribeshi
- Sorachi-gun zu Kamikawa und Sorachi
- Teshio-gun zu Rumoi und Sōya
- Yūfutsu-gun zu Iburi und Kamikawa